# Chega
Chega («Хватит!») — португальская ультраправая политическая партия. Создана в 2019 группой ультраправых, отколовшихся от СДП во главе с Андре Вентурой. Стоит на позициях национал-популизма, культурного консерватизма и экономического либерализма. Выступает за усиление государственной власти в административной сфере при сокращении государственного вмешательства в экономику. Заняла третье место на парламентских выборах 2024 года.

## Раскол в СДП
В январе 2018 председателем португальской Социал-демократической партии (СДП) был избран экс-мэр Порту экономист Руй Риу. Его левоцентристский курс был нехарактерен для традиционно правоцентристской СДП. Правые круги партии во главе с Педру Сантана Лопешем и Луишем Монтенегру выступали против политики «старомодного социал-демократа».
Наиболее резко оппонировали Риу активисты, сгруппировавшиеся вокруг юриста и телекомментатора Андре Вентуры. Взгляды Вентуры и его единомышленников, по ряду признаков, близки к правому радикализму. После того, как попытки отстранить Риу от председательства не дали результата, Вентура и его сторонники в октябре 2018 года вышли из СДП и приступили к учреждению своей партии.

## Идеология и программа Chega
Новая партия получила броское название Chega — Хватит! Имеется в виду не только прекращение правительственной политики Социалистической партии. Chega выступает как антисистемная партия, отвергает политический строй третьей португальской республики.
Партийная идеология Chega основывается на португальском национализме, культурном консерватизме, антимарксизме и экономическом либерализме. Подчёркивается приверженность национальным традициям, уважение к подвигам предков; Андре Вентура участвует в церемониальных мероприятиях исторической памяти. Партия выступает против всех видов тоталитаризма, в защиту прав и достоинства личности с позиций персонализма, признаёт принципы демократии и светского государства. В Декларации принципов Chega особо подчёркивается осуждение расизма и всех форм дискриминации.
В то же время в политических установках Chega и особенно в выступлениях Андре Вентуры просматриваются ультранационалистические и ксенофобские моменты. Вентура высказывался за ограничение мусульманской иммиграции в Португалию и Европу вообще, негативно отзывался о цыганах. Впоследствии он заявлял, что его слова были неправильно истолкованы, однако это не меняло общественного восприятия.
Партия Chega стоит на антикоммунистических и антимарксистских позициях. Выступает за пересмотр — путём законных процедур — ряда положений Конституции Португалии, поскольку в послереволюционной середине 1970-х «они были навязаны марксистами путём военного давления». При этом партия предлагает усилить президентскую власть, наделив главу государства функциями главы правительства. Другое предложение: сократить количество депутатов Ассамблеи Республики с 230 до 100 — с целью сокращения бюджетных расходов на государственную власть. Важное место в программе занимает жёсткая борьба с чиновной и депутатской коррупцией.
Экономическая программа Chega проникнута либерализмом и даже либертарианством. Партия выступает за максимальное стимулирование частного предпринимательства в производстве, торговле, транспорте, образовании и здравоохранении. Особое место занимает снижение налогов — «государственного терроризма, удушающего малый бизнес». Государственные социальные субсидии, предлагается радикально сократить, пособия по безработице для «меньшинств, не желающих работать» (в частности, тех же цыган) — отменить вообще. Государству отводится функция «ограниченной модерации», без прямого участия в экономике.
Особенно жёсткий курс предлагает Chega в сферах правопорядка и безопасности. Партия настаивает на расширении полномочий полиции, ужесточении наказаний и условий содержания в тюрьмах, введения смертной казни за терроризм, химической кастрации педофилов, пожизненного заключения за особо тяжкие преступления. Отдельно ставится вопрос об ужесточении пограничного контроля.
Глава партии Андре Вентура отрицает определение партии как ультраправой. Он позиционируется как «правоцентрист, который не боится быть правым». Однако по меркам португальской политической традиции, позиционирование Chega в вопросах соотношения властей, иммиграции, правовой политики определяется как правый радикализм. Партия не является и не признаётся фашистской, но ставится в один ряд с португальским крайне правым движением MIRN генерала Каулзы ди Арриага, германской ультраправой AfD, французским Национальным фронтом, итальянской Лигой Севера. Андре Вентура сравнивается с такими правыми и ультраправыми политиками, как Жаир Болсонару, Дональд Трамп, Марин Ле Пен, Герт Вилдерс, Виктор Орбан.
Глобальный проект против ненависти и экстремизма (GPAHE), американская неправительственная организация, специализирующаяся на изучении экстремистских движений, предупредила в отчете за 2023 год, что Chega является «антииммигрантской, антифеминистской, анти-ЛГБТ, антицыганской, антимусульманской и заговорщической партией». GPAHE подчеркивает присутствие в рядах Chega многочисленных сторонников превосходства белой расы, идентитаристов и неонацистов. В последующей исследовательской статье GPAHE был отмечен «больший радикализм» молодежной группы Chega — наличие «сторонников превосходства белых, фашистов, поклонников диктатора Антониу Салазара». В этом плане были названы лидер партийной организации Коимбры Жуан Антунеш, лидер организации в Порту Франсишку Араужу, лидер организации Вила-Нова-ди-Фамаликана Жуан Пинту Азеведу.

## Руководство, социальная база, связи
9 апреля 2019 партия Chega была зарегистрирована в Конституционном суде. На первом съезде в июне 2019 года председателем Chega был избран 37-летний Андре Вентура. Его заместителем стал 67-летний профессор политологии Антониу Соза Лара (выходец из титулованной аристократии). Важную роль в организационной части сыграла лиссабонская предпринимательница Криштина Виейра. В избирательный список был внесён Угу Эрнану — боец португальской Нацгвардии, осуждённый за убийство при задержании подростка, угонявшего автомобиль. Выступая перед делегатами, Андре Вентура заявил о намерении бросить вызов на президентских выборах действующему главе государства Марселу Ребелу де Соуза.
В начале 2020 численность партии Chega составляла около 7 тысяч человек. В партийном активе и электорате преобладают состоятельные представители среднего класса, предприниматели, люди свободных профессий, члены семей, ориентированных на традиционные католические ценности. Активно применяются такие методы агитации и оргработы, как уличное общение, вечеринки семейного типа.
Наиболее заметной поддержкой партия обладает в агломерации Большой Лиссабон, особенно в Синтре (где родился Андре Вентура), Лорише, Вила-Франка-ди-Шира, Одивелаше. В этих городах влияние Chega «растёт с ошеломляющей скоростью». Сторонникам Chega импонируют жёсткие требования ограничить иммиграцию, урезать социальные субсидии, снизить налоги на бизнес, а также политический стиль Вентуры, который «не старается угодить Меркель» и «прямо говорит то, чего не решаются сказать» системные «политики-копии, типа Родригеша душ Сантуша».
Chega принципиально отказывается от коалиций с системными партиями, даже правого направления. Политического союзника основатели Chega нашли в испанской партии Голос и её лидере Сантьяго Абаскале.
Несмотря на бесспорное и во многом авторитарное лидерство харизматичного Андре Вентуры, в Chega отмечается противоборство между фракционными группировками. Некоторые внутрипартийные скандалы становились достоянием гласности. Соперником Андре Вентуры в борьбе за лидерство выступал начальник партийной службы охраны и безопасности Самуэл Мартинш. Результатом стало отстранение Мартинша и замена кадров партийной секьюрити. В начале февраля 2022 года, вскоре после внеочередных парламентских выборов, по результатам которых Chega многократно увеличила своё парламентское представительство, генеральный секретарь партии Тиаго Соуза Диаш объявил о своей отставке с этого поста. Он сослался на разногласия внутри партии, не прояснив их сути и отметив лишь, что они не касаются основ партийной политики.
Выскопоставленные члены партии попадали в громкие скандалы, в том числе в связи с воровством чемоданов в аэропортах и продажей их содержимого или сексом с 15-летним подростком (при том, что партия выступает в поддержку химической кастрации педофилов).

## Результаты на выборах
К майским выборам в Европарламент 2019 Chega шла в коалиции BASTA! — c Народно-монархической партией, консервативно-католической и Партией гражданства и христианской демократии (первоначально в блоке участвовало также либертарианское движение Демократия 21). За коалицию проголосовали 49496 избирателей — 1,49 %. Это заметно больше, чем получили монархисты и демохристиане на евровыборах 2014, но оказалось недостаточно для проведения хотя бы одного депутата.
На парламентских выборах 6 октября 2019 Chega выступала самостоятельным списком. За партию проголосовали 66442 избирателя — 1,3 % (в процентом отношении максимум — более 2,7 % — был достигнут в округе Порталегри). Это дало один мандат в Ассамблее Республики — что, несомненно, явилось успехом, учитывая недавнее возникновение партии и её особое изолированное положение в португальской политике. Лидер Chega Андре Вентура стал, по оценке обозревателей, «первым крайне правым депутатом в Португалии после 1974 года».
На президентских выборах 2021 Chega выдвинула кандидатуру Андре Вентуры. Предвыборную кампанию Вентура вёл в энергичном атакующем стиле. Он провёл совместную пресс-конференцию с Марин Ле Пен, выступив за европейскую идентичность и консервативные ценности, против неконтролируемой иммиграции. При голосовании 24 января 2021 Андре Вентура занял третье место из семи кандидатов — после действующего президента Ребелу ди Соза и представительницы Португальской соцпартии (СП) Аны Гомеш. За него проголосовали почти 12 % избирателей, всего на 1 % меньше чем за Гомеш. Это было расценено как крупный успех Вентуры и его партии. Сам Вентура заявил о «сокрушении крайне левых». Выполняя данное ранее обещание, он объявил об отставке с партийного поста, но как и прогнозировалось, отставка не была принята.
Крупного успеха добилась Chega на парламентских выборах 30 января 2022. За партию проголосовали 385559 избирателей — 7,15 %. Это обеспечило 12 мандатов и позволило сформировать третью по численности фракцию (после СП и СДП). Андре Вентура отметил успех празднованием «великой ночи» и обещал жёсткое противостояние правящим социалистам — вместо прежней мягкой оппозиции СДП.
Ещё большего успеха достигла Chega на досрочных парламентских выборах 10 марта 2024 года и состоявшихся через через год с небольшим после них также досрочных выборах 18 мая 2025 года. В 2024 году партия почти троекратно увеличила свой электорат и в четыре раза — парламентское представительство: 18,1 % голосов, 50 мест в парламенте. В 2025 году выборы принесли партии ещё 10 депутатских мандатов и новое качество: Chega обошла по числу своих представителей в Ассамблее Республики Социалистическую партию и стала основной оппозиционной силой в парламенте.